# Komodomys rintjanus
Komodomys rintjanus (Sody, 1941) è l'unica specie del genere Komodomys (Musser & Boeadi, 1980), diffusa in Indonesia.

## Descrizione

### Dimensioni
Roditore di piccole dimensioni, con lunghezza della testa e del corpo tra 125 e 200 mm, la lunghezza della coda tra 112 e 163 mm, la lunghezza del piede tra 31 e 41 mm e la lunghezza delle orecchie tra 15 e 24 mm.

### Caratteristiche craniche e dentarie
Il cranio è fortemente arcuato, con il rostro lungo e stretto. La bolla timpanica è relativamente grande.
Sono caratterizzati dalla seguente formula dentaria:

### Aspetto
La pelliccia è densa, arruffata e parzialmente spinosa. Le parti dorsali sono giallo-brunastre chiare, con la parte centrale della testa e del corpo dal naso alla base della coda più chiaro, quasi grigiastro.  Le orecchie sono marrone chiaro e coperte di sottili e corti peli. Il dorso delle zampe è bianco e ricoperto di peli, i piedi sono allungati con le piante provviste di sei cuscinetti plantari. Le dita e le unghie sono allungate.  La coda è ricoperta di scaglie e di lunghi peli argentati, è marrone sopra e più chiara sotto. Le femmine hanno 5 paia di mammelle.

## Biologia

### Comportamento
È una specie arboricola.

## Distribuzione e habitat
Questa specie è diffusa sull'Isola di Rinca, Padar, Lomblen e Pantar.
Esemplari sono stati catturati su terreni rocciosi in alte boscaglie e all'interno di foreste vicino a corsi d'acqua.
Sono stati trovati resti subfossili risalenti a circa 4.000-3.000 anni fa anche sull'Isola di Flores. È tuttavia possibile che sia ancora presente su quest'isola.
Il suo habitat preferito potrebbe essere quello delle boscaglie spinose secche, scarsamente presente sull'Isola di Flores.

## Conservazione
La IUCN Red List, considerato il piccolo numero di località dove è presente e la possibile minaccia dell'introduzione di Rattus rattus, classifica K.rintjanus come specie vulnerabile (VU).